# Giddeon Massie
Pour les articles homonymes, voir Massie.
Giddeon Massie (né le 27 août 1981 à Bethlehem en Pennsylvanie) est un coureur cycliste américain. Spécialisé dans les épreuves de sprint sur piste, il a été champion panaméricain de vitesse individuelle et de keirin en 2004, de vitesse par équipes en 2000, et a représenté les États-Unis aux Jeux olympiques de 2004 à Athènes et aux Jeux olympiques de 2008 à Pékin.

## Palmarès

### Jeux olympiques
- Athènes 2004
  - 11e de la vitesse par équipes
- Pékin 2008
  - 8e de la vitesse par équipes
  - 21e du keirin

### Championnats du monde
- Copenhague 2010
  - 40e de la vitesse individuelle
- Apeldoorn 2011
  - 12e de la vitesse par équipes
  - 27e de la vitesse individuelle

### Jeux panaméricains
- Saint-Domingue 2003
  -  Médaillé d'argent du keirin
  -  Médaillé de bronze de la vitesse individuelle

### Championnats panaméricains
- Bucaramanga 2000
  -  Champion panaméricain de vitesse par équipes (avec John Weir et Nathan Rogut)
- Tinaquillo 2004
  -  Champion panaméricain de vitesse individuelle
  -  Champion panaméricain de keirin
  -  Médaillé d'argent de la vitesse par équipes
- Caieiras 2006
  -  Médaillé de bronze de la vitesse individuelle
  -  Médaillé de bronze de la vitesse par équipes

### Championnats nationaux
- Champion des États-Unis de vitesse individuelle en 2006, 2010
- Champion des États-Unis de vitesse par équipes en 2002, 2003, 2006, 2007, 2010, 2012
- Champion des États-Unis de keirin en 2007, 2009, 2011, 2012
- Champion des États-Unis du kilomètre en 2009, 2010, 2011